# ECW World Television Championship
Die ECW World Television Championship war der zweithöchste Single-Wrestler-Titel der Wrestling-Promotion Extreme Championship Wrestling. Er wurde am 12. August 1992 unter dem Titel Eastern Championship Wrestling Television Championship eingeführt. Wie im Wrestling allgemein üblich wurde der Titel im Rahmen einer Storyline vergeben. Der Zusatz „Television“ im Namen bezog sich darauf, dass der Titel nur im Rahmen von Fernsehauftritten oder bei Pay Per Views vergeben wurde.

## Geschichte
Der ECW World Television Championship entstand zu Zeiten der Vorgängerpromotion Eastern Championship Wrestling, die zur National Wrestling Alliance (NWA) gehörte. Er entstand neben dem ECW Championship, dem Haupttitel der Promotion. Erster Champion wurde Johnny Hotbody, der den Titel im August 1992 gegen Larry Winters gewinnen durfte. Als sich Eastern Championship Wrestling 1994 von der NWA löste, änderte die Promotion ihren Namen zu Extreme Championship Wrestling und aus der Eastern Championship Wrestling Television Championship wurde die Extreme Championship Wrestling Television Championship. Der Titel wurde bis zum 11. April 2001 weitergeführt. Anschließend meldete ECW Insolvenz an und hörte auf als eigenständige Promotion zu existieren. Der am längsten amtierende Champion war Rob Van Dam.
Als World Wrestling Entertainment (WWE) 2006 die Rechte an Extreme Championship Wrestling erwarb und eine eigene ECW-Show neben WWE Raw und WWE SmackDown veranstaltete, belebten sie zwar die ECW Championship, nicht aber den Television-Titel. Dennoch wird der ECW Television Championship auf der offiziellen Website der WWE geführt. Allerdings wird ein Titelgewinn nicht anerkannt, der in unten stehender Tabelle aufgeführt ist.

## Liste der Titelträger
| #                                  | Champion         | Nr. | Tage | Datum des Titelgewinns | Ort                     | Veranstaltung        | Bemerkung                                                                                   |
| ---------------------------------- | ---------------- | --- | ---- | ---------------------- | ----------------------- | -------------------- | ------------------------------------------------------------------------------------------- |
| (NWA) ECW Heavyweight Championship |                  |     |      |                        |                         |                      |                                                                                             |
| 1                                  | Johnny Hotbody   | 1   | 31   | 12. August 1992        | Philadelphia, PA        | Liveshow             | Johnny Hotbody besiegte Larry Winters und wurde erster Titelträger                          |
| –                                  | vakant           | –   | 0    | 12. September 1992     | N/A                     | N/A                  | Hotbody verletzte sich bei einem Match am Sprunggelenk und musste den Titel abgeben.        |
| 2                                  | Glen Osbourne    | 1   | 137  | 30. September 1992     | Philadelphia, PA        | Liveshow             | Gewann gegen The Sandman. Die Regentschaft wurde von der WWE nicht anerkannt.               |
| –                                  | vakant           | –   | 0    | Februar 1993           | N/A                     | N/A                  | unbekannt                                                                                   |
| 3                                  | Jimmy Snuka      | 1   | 203  | 12. März 1993          | Radnor, PA              | Hardcore TV #3       | Gewann ein Turnierfinale, ausgestrahlt am 19. April 1993.                                   |
| 4                                  | Terry Funk       | 1   | 43   | 1. Oktober 1993        | Philadelphia, PA        | NWA Bloodfest Part 1 | Ausgestrahlt am 5. Oktober 1993 als Hardcore TV #26                                         |
| 5                                  | Sabu             | 1   | 113  | 13. November 1993      | Philadelphia, PA        | November to Remember | Pinnte Terry Funk in einem Tag-Team-Match.                                                  |
| 6                                  | The Tazmaniac    | 1   | 0    | 6. März 1994           | Philadelphia, PA        | Hardcore TV #48      | Ausgestrahlt am 15. März 1994.                                                              |
| 7                                  | J.T. Smith       | 1   | 41   | 6. März 1994           | Philadelphia, PA        | Hardcore TV #49      | Ausgestrahlt am 22. März 1994.                                                              |
| 8                                  | The Pitbull      | 1   | 27   | 16. April 1994         | Philadelphia, PA        | Liveshow             |                                                                                             |
| 9                                  | Mikey Whipwreck  | 1   | 92   | 13. Mai 1994           | Philadelphia, PA        | Hardcore TV #57      | Ausgestrahlt am 17. Mai 1994.                                                               |
| 10                                 | Jason            | 1   | 83   | 13. August 1994        | Philadelphia, PA        | Hardcore Heaven      | Ausgestrahlt am 16. August 1994 als Hardcore TV #70.                                        |
| 11                                 | 2 Cold Scorpio   | 1   | 0    | 4. November 1994       | Hamburg, PA             | Hardcore TV #83      | Ausgestrahlt am 22. November 1994.                                                          |
| 12                                 | Dean Malenko     | 1   | 134  | 4. November 1994       | Hamburg, PA             | Hardcore TV #84      | Ausgestrahlt am 29. November 1994.                                                          |
| 13                                 | 2 Cold Scorpio   | 2   | 21   | 18. März 1995          | Philadelphia, PA        | Hardcore TV #100     | Ausgestrahlt am 21. März 1995.                                                              |
| 14                                 | Eddie Guerrero   | 1   | 104  | 8. April 1995          | Philadelphia, PA        | Three Way Dance      | Ausgestrahlt am 11. April 1995 als Hardcore TV #103.                                        |
| 15                                 | Dean Malenko     | 2   | 7    | 21. Juli 1995          | Tampa, Florida          | Liveshow             | Ausgestrahlt am 1. August 1995 als Hardcore TV #119.                                        |
| 16                                 | Eddie Guerrero   | 2   | 28   | 28. Juli 1995          | Middletown, NY          | Hardcore TV #120     | Ausgestrahlt am 8. August 1995.                                                             |
| 17                                 | 2 Cold Scorpio   | 3   | 126  | 25. August 1995        | Jim Thorpe, PA          | Liveshow             |                                                                                             |
| 18                                 | Mikey Whipwreck  | 2   | 7    | 29. Dezember 1995      | New York City, NY       | Holiday Hell 1995    |                                                                                             |
| 19                                 | 2 Cold Scorpio   | 4   | 127  | 5. Januar 1996         | Philadelphia, PA        | House Party          |                                                                                             |
| 20                                 | Shane Douglas    | 1   | 21   | 11. Mai 1996           | Philadelphia, PA        | A Matter of Respect  |                                                                                             |
| 21                                 | Pitbull #2       | 1   | 21   | 1. Juni 1996           | Philadelphia, PA        | Fight the Power      |                                                                                             |
| 22                                 | Chris Jericho    | 1   | 22   | 22. Juni 1996          | Philadelphia, PA        | Hardcore Heaven      |                                                                                             |
| 23                                 | Shane Douglas    | 2   | 329  | 13. Juli 1996          | Philadelphia, PA        | Heat Wave            | Gewann ein Match gegen Pitbull #2, Chris Jericho und 2 Cold Scorpio.                        |
| 24                                 | Tazz             | 2   | 267  | 7. Juni 1997           | Philadelphia, PA        | Wrestlepalooza       |                                                                                             |
| 25                                 | Bam Bam Bigelow  | 1   | 34   | 1. März 1998           | Asbury Park, New Jersey | Living Dangerously   |                                                                                             |
| 26                                 | Rob Van Dam      | 1   | 700  | 4. April 1998          | Buffalo, NY             | Hardcore TV #259     | Ausgestrahlt am 9. April 1998                                                               |
| –                                  | vakant           | –   | –    | 4. März 2000           | Philadelphia, PA        | N/A                  | Rob Van Dam musste verletzungsbedingt den Titel abgeben.                                    |
| 27                                 | Super Crazy      | 1   | 27   | 12. März 2000          | Danbury, CT             | Living Dangerously   | Gewann gegen Rhino in einem Turnierfinale                                                   |
| 28                                 | Yoshihiro Tajiri | 1   | 14   | 8. April 2000          | Buffalo, NY             | ECW auf TNN#34       | Ausgestrahlt am 14. April 2000                                                              |
| 29                                 | Rhino            | 1   | 126  | 22. April 2000         | Philadelphia, PA        | Cyber Slam           |                                                                                             |
| 30                                 | Kid Kash         | 1   | 14   | 26. August 2000        | New York, NY            | ECW on TNN#56        | Ausgestrahlt am 8. September 2000                                                           |
| 31                                 | Rhino            | 2   | 214  | 9. September 2000      | Mississauga, ON         | ECW on TNN#58        | Ausgestrahlt am 21. September 2000                                                          |
| –                                  | Deaktiviert      | –   | –    | 11. April 2001         | N/A                     | N/A                  | ECW wurde am 4. April 2001 geschlossen. 2003 sicherte sich WWE die Rechte an der Promotion. |

## Statistik

### Rekorde
| Rekord                | Rekordhalter           | Einheit  |
| --------------------- | ---------------------- | -------- |
| Meiste Titelgewinne   | 2 Cold Scorpio         | 4        |
| Längste Regentschaft  | Rob Van Dam            | 700 Tage |
| Kürzeste Regentschaft | Taz und 2 Cold Scorpio | < 1 Tag  |

### Übersicht

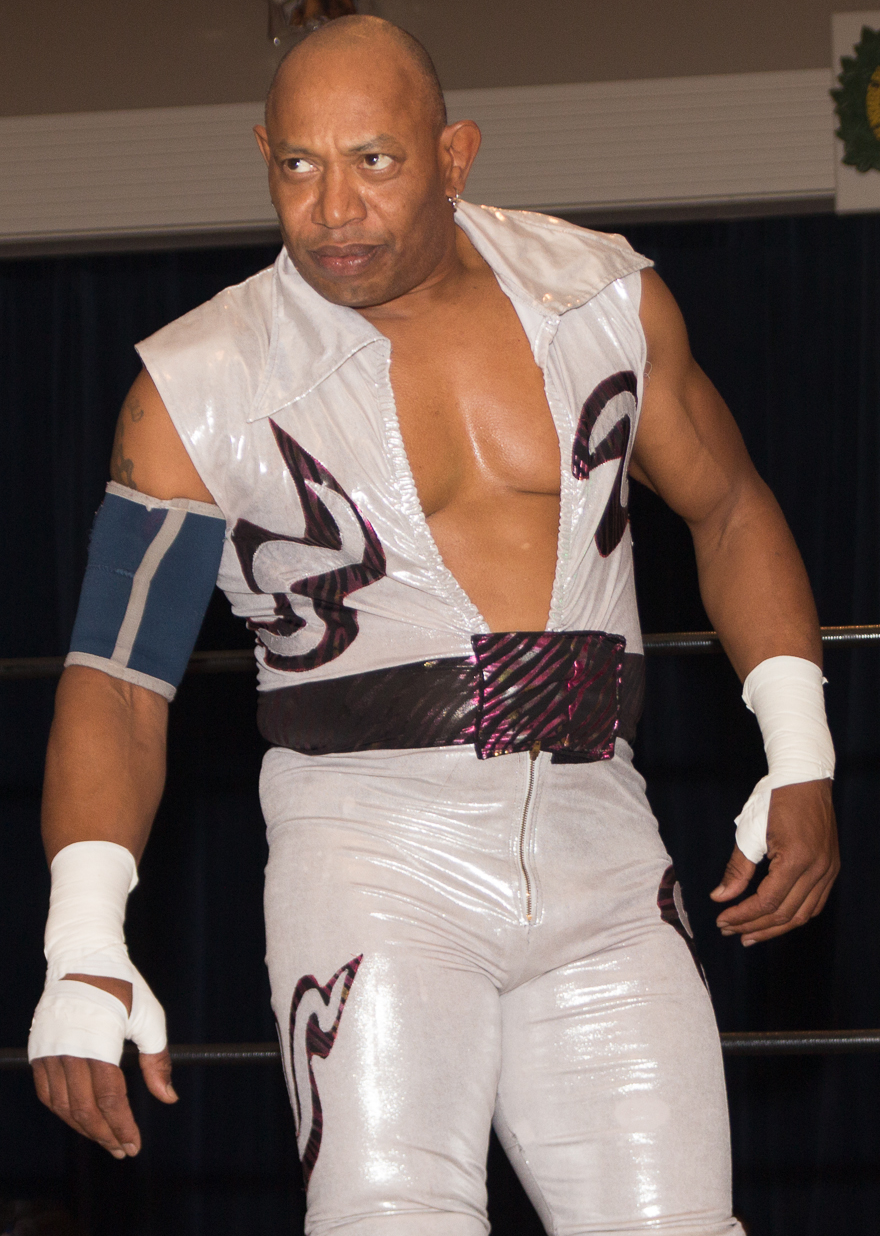
2 Cold Scorpio gewann den Titel insgesamt vier Mal

| Rang | Wrestler         | Anzahl | Tage insgesamt |
| ---- | ---------------- | ------ | -------------- |
| 1    | Rob Van Dam      | 1      | 700            |
| 2    | Shane Douglas    | 2      | 350            |
| 3    | Rhino            | 2      | 340            |
| 4    | 2 Cold Scorpio   | 4      | 275            |
| 5    | Taz              | 2      | 267            |
| 6    | Jimmy Snuka      | 1      | 203            |
| 7    | Dean Malenko     | 2      | 141            |
| 8    | Eddie Guerrero   | 2      | 132            |
| 9    | Sabu             | 1      | 113            |
| 10   | Mikey Whipwreck  | 2      | 99             |
| 11   | Jason            | 1      | 83             |
| 12   | Terry Funk       | 1      | 43             |
| 13   | J.T. Smith       | 1      | 41             |
| 14   | Bam Bam Bigelow  | 1      | 34             |
| 15   | Johnny Hotbody   | 1      | 31             |
| 16   | The Pitbull      | 1      | 27             |
| 17   | Super Crazy      | 1      | 27             |
| 18   | Pitbull #2       | 1      | 21             |
| 19   | Chris Jericho    | 1      | 21             |
| 20   | Yoshihiro Tajiri | 1      | 14             |
| 21   | Kid Kash         | 1      | 14             |